# Georg Ludwig Pfeiffer
Georg Ludwig „Louis“ Pfeiffer (* 18. Juli 1809 in Hanau; † 8. Februar 1892 in Kassel) war ein deutscher Bankier und erster Vorsitzender der Handelskammer Kassel.

## Leben

### Bankier
Louis Pfeiffer war der Sohn des Tabakfabrikanten Carl Jonas Pfeiffer (1779–1836). Carl Jonas Pfeiffer hatte die Tabakfabrik Gebr. Pfeiffer 1803 gemeinsam mit seinem jüngeren Bruder in Hanau gegründet und 1818 nach Kassel verlegt. Dort betrieb man zusätzlich noch das Wechselgeschäft. 1836 trat Louis Pfeiffer in die väterliche Firma als Teilhaber ein. 1846 machte er sich selbstständig und gründete das Bankhaus L. Pfeiffer, das bald eine führende Bank in Kassel war. Zu Beginn der 1870er Jahre traten seine beiden Söhne August Ludwig und Carl Pfeiffer in das Bankhaus als Teilhaber ein.

### Kammerfunktionär
1855 gehörte Louis Pfeiffer zu den Gründern des freien Vereins für Handel und Gewerbe in Kassel und war dort zeitweise auch Vorsitzender. Nach der Annexion Kurhessens durch Preußen gehörte er zu den Befürwortern der Einrichtung einer Handelskammer nach preußischem Vorbild und übernahm die Konstituierung der neuen Kammer. Am 25. Mai 1871 wurde er zum ersten Vorsitzenden der Handelskammer Kassel gewählt. Zum 1. Januar 1874 übergab er das Vorsitzendenamt an Oscar Henschel, blieb aber noch bis Ende 1879 einfaches Mitglied der Kammer.